# Francesco Giacomelli
Francesco Giacomelli (ur. 16 kwietnia 1957 w Predazzo) – włoski kombinator norweski i skoczek narciarski. Olimpijczyk (1976), uczestnik mistrzostw Europy juniorów (1973–1975). Medalista mistrzostw Włoch w obu dyscyplinach.
Giacomelli w 1976 wystąpił w rywalizacji kombinatorów norweskich na Zimowych Igrzyskach Olimpijskich 1976, zajmując 31. pozycję w rywalizacji indywidualnej. Ponadto w dyscyplinie tej stawał na podium mistrzostw kraju – w latach 1975–1978 zdobył cztery tytuły mistrza Włoch, a w 1979 i 1980 zajmował 2. pozycję.
W zmaganiach skoczków narciarskich trzykrotnie (1973–1975) brał udział w mistrzostwach Europy juniorów, najlepszy wynik (25. lokata) notując w 1975. W latach 70. XX wieku startował w różnych zawodach międzynarodowych, jednak nie odnosił większych sukcesów, stając na podium wyłącznie w Turnieju Schwarzwaldzkim, w którym w 1976 zajął 3. pozycję w klasyfikacji końcowej, plasując się także na tym samym miejscu w obu konkursach wchodzących w skład tej imprezy. W 1976 wystąpił w rywalizacji skoczków narciarskich na Zimowych Igrzyskach Olimpijskich 1976, zajmując w rywalizacji indywidualnej 44. miejsce na obiekcie dużym i 49. na skoczni normalnej. Trzykrotnie stawał na podium mistrzostw Włoch w tej dyscyplinie sportu – w 1975 zdobył złoty medal, w 1979 srebrny, a w 1977 brązowy.

## Kombinacja norweska

### Igrzyska olimpijskie

#### Indywidualnie
| 1976 Innsbruck | – | 31. miejsce |

## Skoki narciarskie

### Igrzyska olimpijskie

#### Indywidualnie
| 1976 Innsbruck | – | 49. miejsce (skocznia normalna), 44. miejsce (skocznia duża) |

### Mistrzostwa Europy juniorów

#### Indywidualnie
| 1973 Toksowo | – | 40. miejsce |
| 1974 Autrans | – | 27. miejsce |
| 1975 Lieto   | – | 25. miejsce |